# Eddy K
Eddy-K è un gruppo cubano di reggaeton.
Eddy-K era all'origine un duo composto da Eduardo "Eddy" Mora Hernández e "K" Leyden, raggiunti nell'agosto 1998 dal cantante rap Jorge Francisco Hernández Carvajal, detto "Jorgito".

Kleiden lasciò il progetto dopo poco tempo, ma il gruppo divenne più numeroso dopo l'arrivo del cantante Damian Aguirre Perez (in arte "Deep Drama") nel 2000 e di DJ Tony (all'anagrafe José Antonio Suárez Torres) nel novembre 2001.
Gli Eddy K hanno composto la musica della trasmissione di televisione cubana La otra Geografía, partecipato al tour mondiale del gruppo La Charanga Habanera y Las Voces de Cuba (Vania, Osdalgia & Halia) (al posto d'Halia), e fatto la prima parte del concerto di Don Omar in Cancún (Messico).
Uno dei loro principali successi è La Habana me queda chiquita, una ripresa del gruppo di timba Pachito Alonso y su Kini Kini, con la partecipazione di Christian e Rey Alonso. Nel 2006 hanno pubblicato Entrale, titolo inedito in duo con la diva cubana Haila che appare nella raccolta Verano Caliente.
La canzone "Aquí están los cuatro" dell'album omonimo si è piazzata al terzo posto nell'hit-parade del giornale americano "Latinos Unidos".

## Discografia

### Aquì estàn los cuatro
Aquì estàn los cuatro è il primo (e finora unico) album di studio degli Eddy K (Ahí Namá / Sony-BMG Italia, 2004).
1. "Opening No. 1"
2. "Sabes quién llegó"
3. "A mi tu no me engañas"
4. "Ellos no saben na'"
5. "Llorando"
6. "Llegó la escuela"
7. "Aquì están los cuatro"
8. "Contra la pared"
9. "Me contaron"
10. "Me están mirando"
11. "No me hables de moral"
12. "Déjala que siga"
13. "Mujeres"
14. "Quieren tirarme"
15. "Son celos"
16. "Ven, conéctate"
17. "Que no me vengan diciendo"
18. "El genio de la lámpara"